# Dosi
La dosi del medicament és el contingut de principi actiu, expressat en quantitat per unitat de presa, per unitat de volum o de pes en funció de la presentació, que s'administrarà una vegada.
La sobredosi és la presa per damunt de la dosi recomanada. En el seu extrem, pot ser una dosi letal.
Els medicaments es poden presentar en forma de multidosi o unidosi. En la unidosi, cada unitat de medicament és una presa i ve identificada amb el seu lot i caducitat. Per al seu ús hospitalari, s'empra la unidosi i cada vegada comença a ser més habitual que també s'utilitzi en la medicació de les oficines de farmàcia.